# Stenotarsus tristis
Stenotarsus tristis es una especie de coleóptero de la familia Endomychidae.

## Distribución geográfica
Habita en Borneo (Asia).